# Art Pepper
Arthur Edward "Art" Pepper (1. september 1925 i Gardena, Californien – 15. juni 1982 i Los Angeles, Californien, USA) var en amerikansk altsaxofonist. Pepper fik sit gennembrud med Stan Kenton og Benny Carter's orkestre (1946-1952). 
I 1950'erne var Pepper anset for at være en af de ledende altsaxofonister. Han har indspillet en del på vestkysten i USA, med bl.a. Shelly Manne, Gerry Mulligan, og Chet Baker. 
I 1968 blev han medlem af big band-trommeslageren Buddy Rich's orkester, hvor han blev et år. Han var meget populær i Japan, og havde succesfulde turneer dertil i 1977 og 1978.
Pepper Har indspillet en lang række plader som leder.